# Hipòlit Trullàs
 (janvier 2018).
Si vous disposez d'ouvrages ou d'articles de référence ou si vous connaissez des sites web de qualité traitant du thème abordé ici, merci de compléter l'article en donnant les références utiles à sa vérifiabilité et en les liant à la section « Notes et références ».
Hipòlit Trullàs Boix, né à Reus (Espagne) en 1771 et mort dans cette même ville en 1813, est un prêtre et un compositeur catalan.

## Biographie
Simultanément, il fait des études ecclésiastiques et musicales, montrant un grand intérêt pour ces dernières. Il compose dès l’âge de 15 ans des « villancets », chansons populaires intitulées La verdadera felicitat. Ces villancets sont chantées pour la chapelle de la paroisse de Sant Père de Reus avec grand succès. Nommé maître de cette chapelle en 1801, il réorganise le chœur en introduisant, améliorant et en faisant des réformes tant vis-à-vis des compositions, du traitement des voix, que de l’enseignement musical. Il s’entoure et collabore avec d’autres maîtres de chapelle avec lesquels il perfectionne la partie instrumentale par le biais de cours de clarinette, flûte, hautbois, basson et viole.
En même temps qu’il exerce à Reus, il compose un grand nombre de pièces musicales sacrées : messes, répons, villancets, rosaires, goigs. Andreu de Bofarull, historien catalan dit de lui[réf. nécessaire] qu’il inicia une nouvelle conception des règles de l’art, abandonnant la routine du style musical de son époque. Il compose spontanément, sans correction, à main levée, au premier jet.